# A może to ja?
A może to ja? – debiutancki album zespołu Kolaboranci wydany w 1990 przez wytwórnię Arston.

## Lista utworów
1. "Szmaciarz" – 2:30
2. "Jak długo?" – 3:02
3. "This Is America" – 2:42
4. "Miłość" – 2:28
5. "Do misjonarza" – 1:54
6. "?" – 2:34
7. "Dumanie" – 3:13
8. "Tak" – 3:21
9. "Coś" – 1:16
10. "Prawda" – 2:46
11. "T." – 2:44
12. "Pociąg do H." – 2:35
13. "Chwała bohaterom" – 2:24
14. "Strażnicy moralności cz. I" – 2:54
15. "Strażnicy moralności cz. II" – 2:47
16. "A może to ja?" – 2:40

## Skład
- Jacek Chrzanowski  –  gitara basowa
- Lech Grochala – perkusja
- Krzysztof Sak – gitara
- Przemysław Thiele  – wokal
- Piotr Banach  – gitara
- Tadeusz Balandyk – gitara (4,16)
- Konrad Cwajda – gitara (4,16)